# Democratic Congress
Der Democratic Congress (DC; anfangs Ntsu Democratic Congress, NDC; deutsch etwa: „Demokratischer Kongress“) ist eine Partei in Lesotho. Sie wurde 2012 gegründet und wurde bei den Parlamentswahlen 2012 und 2015 stärkste Partei. 2017 wurde sie zweitstärkste Partei.

## Geschichte
Ab 2010 kam es zu Spannungen in der damaligen, alleinregierenden Partei Lesotho Congress for Democracy (LCD). Der Premierminister Bethuel Pakalitha Mosisili verlor eine interne Abstimmung und verließ im Februar 2012 mit 45 weiteren Abgeordneten die Partei. Die neue Partei hieß anfangs Ntsu Democratic Congress, nach Ntsu Mokhehle, dem früheren Vorsitzenden der LCD-Vorläuferpartei Basutoland Congress Party.
Zu den Wahlen am 26. Mai 2012 trat die Partei als Democratic Congress an und erzielte 40 Prozent der Wählerstimmen sowie 41 von 80 Direktmandaten. Dank des teilweisen Verhältniswahlrechts erhielt sie weitere sieben Mandate, verfehlte aber mit 48 von 120 Mandaten die absolute Mehrheit. Ihre Hochburgen waren der Süden und der Osten Lesothos, wo sie sämtliche Wahlkreise gewann. Mosisili trat am 30. Mai 2012 vom Amt des Premierministers zurück. Mit der Vereidigung des neuen Premierministers Tom Thabane wurde der DC Oppositionspartei. 
Bei den Wahlen 2015 wurde der DC unter Mosisili mit 47 Sitzen erneut stärkste Partei. Er gewann fast alle Sitze in den Bergregionen und im Süden des Landes. Zusammen mit dem LCD und fünf kleinen Parteien bildete er ab dem 17. März 2015 eine Koalitionsregierung unter Premierminister Mosisili, die über 65 der 120 Mandate verfügte. 2016 bildeten sich die Flügel lithope (etwa: „Freundinnen“) um Mosisili sowie lirurubele („Schmetterlinge“) um den stellvertretenden Vorsitzenden und Minister Monyane Moleleki. Letztere hielten im selben Jahr Gespräche mit der oppositionellen ABC über einen Sturz Mosisilis. Am 10. November 2016 entschied sich die Mehrheit des National Executive Committee gegen Mosisilis Willen, die Regierung zu verlassen. Moleleki und vier weitere Minister verließen am Folgetag das Kabinett. Anfang Dezember 2016 gründete er die Alliance of Democrats, die sich nach seinen damaligen Angaben auf 23 der 120 Parlamentarier stützen konnte.
Nachdem Mosisili 2017 im Parlament ein Misstrauensvotum verloren hatte, beraumte er erneut Wahlen an, bei denen der DC nur mehr zweitstärkste Partei mit 30 Mandaten wurde und seither stärkste Oppositionspartei ist. Fraktionsführer wurde Mathibeli Mokhothu. 2019 trat Mosisili als Parteivorsitzender zurück, Mokhothu wurde zum Nachfolger gewählt.
Im April 2020 bildete der DC mit Teilen der ABC und weiteren Parteien ein Bündnis, das im Rücktritt von Premierminister Thabane und dem Amtsantritt von Moeketsi Majoro (ABC) mündete.